# Salz (Heraldik)
Salz (im Sinne von Natriumchlorid, Kochsalz, Speisesalz) als Konservierungsmittel, Geschmacksverstärker und lebensnotwendiger Mineralstoff, der bis in die frühe Neuzeit in weiten Teilen Europas einen hohen materiellen Wert hatte, fand in verschiedenen Darstellungsformen Eingang in die Heraldik. Die direkte Darstellung erfolgt meist als gemeine Figur in Form eines stilisierten Salzkristalls.
Salz wird in der Regel durch ein Quadrat oder mehrere kleine Quadrate, oft auch facettiert, bei Wappenschild oder Feld symbolisiert. Diese Art der Darstellung leitet sich von der typischerweise kubisch bis oktaedrischen Form von Kochsalzkristallen ab. Das Quadrat, in Wappenbeschreibungen oft Salzkristall genannt, steht bevorzugt auf Eck. Die Farbgebung der Kristalle reicht über die heraldisch mögliche Farbbreite. Silber oder Gold wird jedoch als edler angesehen. Sind mehrere Kristalle im Wappen, gelten die allgemeinen heraldischen Regeln, Abweichungen sind in der Wappenbeschreibung zu erwähnen. Eine andere Form findet sich beispielsweise im Wappen von Plittersdorf (Rastatt). Darin wird Salz durch sein alchemistisches Symbol, einen Ring mit waagerechtem Durchmesserbalken, dargestellt.
Salzsymbole sind typisch für redende Wappen von Familien, Städten und Gemeinden mit Salz, Salt oder gleichbedeutenden Namensbestandteilen. Auch für die Wappen von Städten und Gemeinden in Regionen, die durch den Betrieb von Salinen historisch eine nicht geringe wirtschaftliche Bedeutung hatten und die dadurch vergleichsweise wohlhabend waren, sind sie typisch – nicht selten nehmen zugleich auch die Namen dieser Städte und Gemeinden auf das Salz Bezug.
Indirekt wird Salz durch Werkzeuge und Gerätschaften des Salzsiedehandwerks wie Salzpfannen, Salzhaken oder Gradierwerke (z. B. Bad Rothenfelde) im Wappenschild symbolisiert, aber auch durch Wappenfiguren, die für den Salzhandel stehen, wie Salzkufen und Salzscheiben sowie Schiffe mit Salzladung (z. B. Lauffen im Salzkammergut oder Oberndorf an der Salzach).

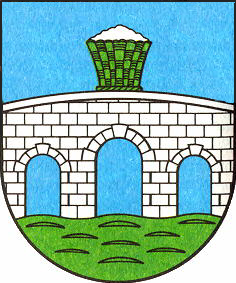
Bad Kösen
Bad Nauheim
Bad Salzdetfurth (redendes Wappen mit Salzhaken)
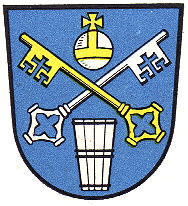
Landkreis Berchtesgaden mit Salzfuderstock
Borth
Freilassing (mit unterschiedlichem Bezug zum Salz)
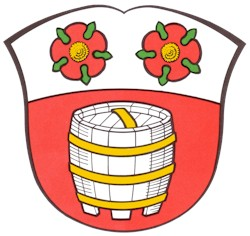
Inning am Ammersee (mit Salzkufe)
Marktschellenberg (mit Salzkufe)
Salz im Westerwald (redendes Wappen)
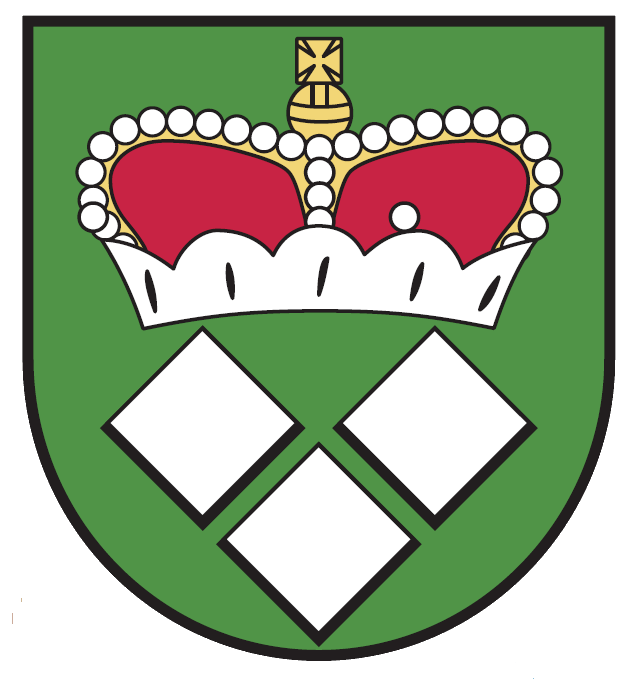
Salzdahlum (redendes Wappen)
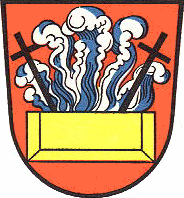
Salzderhelden mit Salzkruke und -pfanne
Salzhaken in Salzgitter-Bad
Salzgitter-Gitter
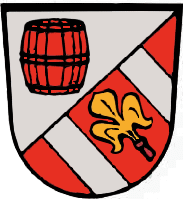
Salzweg
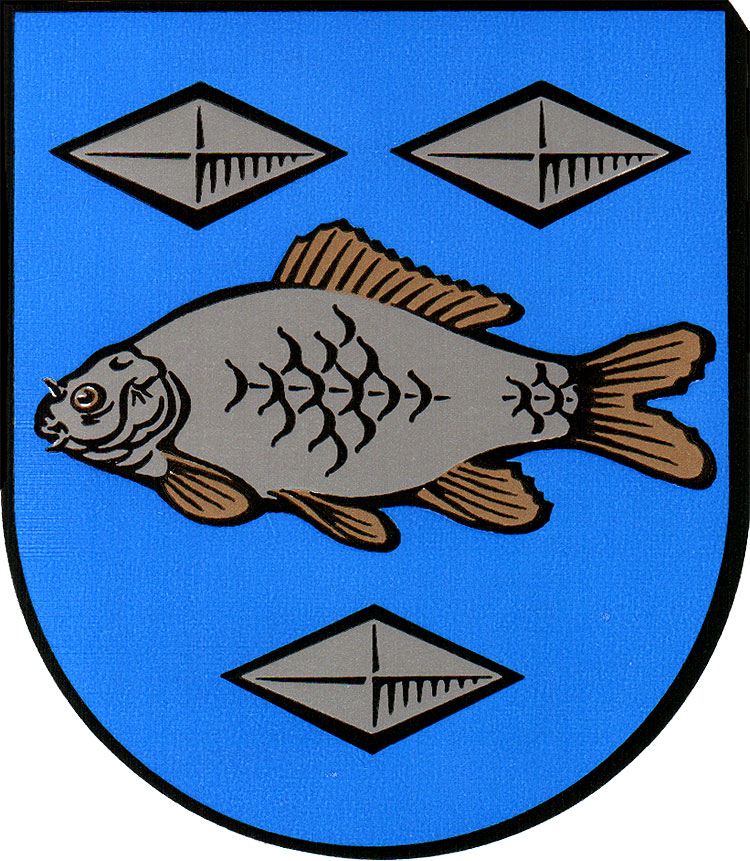
Speele (Kristalle stehen für die Salzquellen an der Fulda)
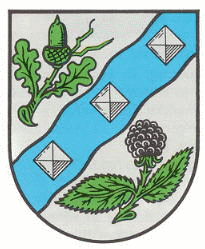
Sulzbachtal
Hallein (mit Salzträger, flankiert von zwei Perkufen)
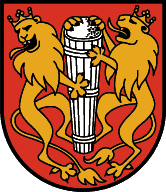
Hall in Tirol (mit Salzkufe)
Salzkufe redet ebenfalls in Kufstein
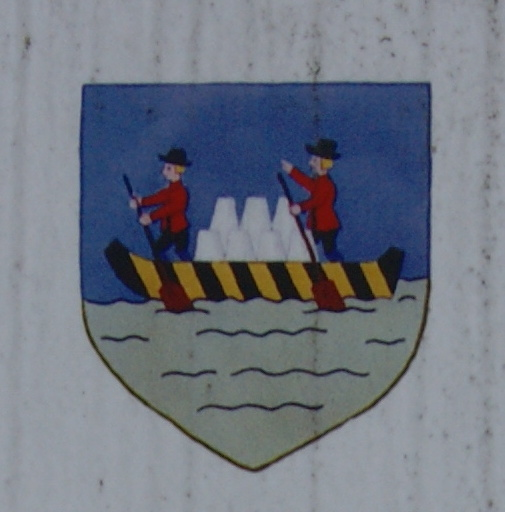
Lauffen im Salzkammergut
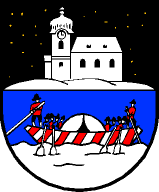
Oberndorf bei Salzburg
Nowa Sól (Neusalz an der Oder) – jeweils mit Salzkahn
Drohobych

Alchemistisches Salzsymbol
Plittersdorf
Wappen von Bachmut
Soledar
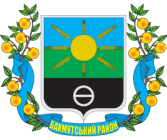
Rajon Bachmut